# Wielomian stabilny
Wielomian stabilny – wielomian, który spełnia jeden z poniższych warunków:
- wszystkie jego pierwiastki leżą w otwartej lewej półpłaszczyźnie lub
- wszystkie jego pierwiastki leżą w otwartym kole jednostkowym (zob też. okrąg jednostkowy).

Pierwszy z warunków definiuje stabilność Hurwitza lub stabilność czasu ciągłego. Drugi z warunków definiuje stabilność Schura lub stabilność czasu dyskretnego.
Wielomiany stabilne pojawiają się w wielu gałęziach matematyki, na przykład w równaniach różniczkowych i w teorii sterowania. Istotnie, układ liniowy, stacjonarny (ang. LTI, Linear Time Invariant) jest BIBO stabilny wtedy i tylko wtedy gdy ograniczone wejścia dają na wyjściu ograniczone wyjścia. Równoważne jest to wymaganiu by mianownik transmitancji operatorowej (dla której można wykazać, że jest wymierna) był stabilny. W przypadku układów czasu ciągłego wymagane jest by mianownik był stabilny w sensie Hurwitza, a w przypadku układów czasu dyskretnego stabilny w sensie Schura.
Stabilne wielomiany nazywa się czasami odpowiednio wielomianami Hurwitza (zob. też macierz Hurwitza) lub wielomianami Schura.

## Własności
- Twierdzenie Routha-Hurwitza podaje algorytm pozwalający na określenie czy dany wielomian jest stabilny w sensie Hurwitza.
- Aby sprawdzić czy dany wielomian {\displaystyle P} (stopnia {\displaystyle d}) jest stabilny w sensie Schura, wystarczy zastosować to twierdzenie do przekształconego wielomianu: {\displaystyle Q(z)=(z-1)^{d}P\left({\frac {z+1}{z-1}}\right)} otrzymanego w wyniku przekształcenia Möbiusa {\displaystyle z\mapsto {\frac {z+1}{z-1}},} które przekształca lewą półpłaszczyznę na koło o okręgu jednostkowym (zob. też metoda Tustina). Wielomian {\displaystyle P} jest stabilny w sensie Schura wtedy i tylko wtedy, gdy wielomian {\displaystyle Q} jest stabilny w sensie Hurwitza.

- Warunek konieczny: stabilny wielomian Hurwitza (o współczynnikach rzeczywistych) ma współczynniki tego samego znaku (albo wszystkie dodatnie albo wszystkie ujemne).

- Warunek wystarczający: wielomian {\displaystyle f(z)=a_{0}+a_{1}z+\ldots +a_{n}z^{n}} z rzeczywistymi współczynnikami takimi, że:

{\displaystyle a_{n}>a_{n-1}>\ldots >a_{0}>0} jest stabilny w sensie Schura.
- Zasada iloczynu: dwa wielomiany {\displaystyle f} i {\displaystyle g} są stabilne (w tym samym sensie) wtedy i tylko wtedy jeśli ich iloczyn {\displaystyle fg} jest również stabilny.

## Przykłady
- {\displaystyle 4z^{3}+3z^{2}+2z+1} jest stabilny w sensie Schura ponieważ spełnia warunek wystarczający
- {\displaystyle z^{10}} jest stabilny w sensie Schura (ponieważ wszystkie jego pierwiastki równe są {\displaystyle 0}), ale nie spełnia on warunku wystarczającego
- {\displaystyle z^{2}-z-2} nie jest stabilny w sensie Hurwitza (jego pierwiastki to {\displaystyle 1,-2}) ponieważ nie spełnia warunku koniecznego
- {\displaystyle z^{2}+3z+2} jest stabilny w sensie Hurwitza (jego pierwiastki to {\displaystyle -1,-2})
- Wielomian {\displaystyle z^{4}+z^{3}+z^{2}+z+1} (ze współczynnikami dodatnimi) nie jest ani stabilny w sensie Hurwitza ani stabilny w sensie Schura. Jego pierwiastki to cztery pierwotne piąte pierwiastki z jedynki:

{\displaystyle z_{k}=\cos \left({\frac {2\pi k}{5}}\right)+i\sin \left({\frac {2\pi k}{5}}\right),\,k=1,\dots ,4.}
Należy przy tym zauważyć, że:
{\displaystyle \cos({{2\pi }/5})={\frac {{\sqrt {5}}-1}{4}}>0.}
Jest to więc przypadek graniczny stabilności w sensie Schura ponieważ pierwiastki wielomianu leżą na okręgu jednostkowym. Przykład ten pokazuje również, że warunki konieczne (dodatniość) określone powyżej dla stabilności w sensie Hurwitza nie są wystarczające.